# عبیر رنتیسی
عبیر رنتیسی (انگلیسی: Abeer Rantisi؛ زادهٔ ۱۲ ژوئیهٔ ۱۹۸۷) بازیکن فوتبال اهل اردن است.
وی همچنین در تیم ملی فوتبال زنان اردن بازی کرده‌است.